# ネオトラスト
株式会社ネオトラスト（英: NEOTRUST Co., Ltd.）は、東京都台東区に本社を置く、給与計算のアウトソーシングや各種事務請負を行う企業である。
かつて同社が所属していたヒューマントラストグループの中核企業であるヒューマントラスト社では、2013年2月に同社社長ヒューマントラストホールディング社の代表取締役も兼務の阪本美貴子が第2次安倍内閣で厚生労働省政務官を務める丸川珠代と日本経済新聞の紙上で行った広告対談記事が政治問題となった。それに関連し、ウィキペディア日本語版でヒューマントラスト社が自社関連の記事を編集していた事が明らかとなり、ウィキペディアのルール違反と指摘された。本項目においても、2010年1月6日の初版起稿を含めた編集が同社内から行われていた事が確認された。詳細は「ヒューマントラスト」を参照。年末に行われる納会の参加が芳しくない為、2017年より納会参加が業務の一部となりつつある。
過酷な勤務状況により労働基準監督署より是正を受ける。
2018年より取締役社長  大迫一生より小圷義朗が社長に就任した。
2021年日本管財株式会社へ株式譲渡し日本管財株式会社の100%子会社となる。

## グループ会社
- 日本管財ホールディングス(持株会社)
- 日本管財株式会社
- 株式会社スリーエス
- 株式会社日本管財環境サービス
- 日本管財住宅管理株式会社
- 日本住宅管理株式会社
- 株式会社エヌ・ジェイ・ケイ・スタッフサービス
- 東京キャピタルマネジメント株式会社
- NSコーポレーション株式会社
- 株式会社日本環境ソリューション
- 株式会社 沖縄日本管財